# Black Mountain
O Black Mountain é uma banda canadense de folk rock/stoner rock liderado por Stephen McBean. A banda faz uma espécie de revival do rock psicodélico dos anos 60/70 com pitadas de modernidade. As influências da bandas são Neil Young, Led Zeppelin, The Doors, Jimi Hendrix, Pink Floyd, The Velvet Underground e Black Sabbath.

## Discografia

### Álbuns
- Black Mountain - (2005)
- In The Future - (2008)
- Wilderness Heart - (2010)
- IV - (2016)

### EPs
- Druganaut - (2005)

## Bandas relacionadas
- Pink Mountaintops
- Jerk with a Bomb
- Ex Dead Teenager
- Devendra Banhart